# Даларас, Йоргос
Йоргос (Георгиос) Даларас (греч. Γιώργος Νταλάρας, МФА: [ˈʝɔɾɣɔs daˈlaɾas]; 29 сентября 1949, Пирей) — греческий музыкант, композитор, певец.

## Биография
Вырос в семье музыкантов. Его отец — Лукас Даларас— один из ведущих музыкантов в жанре рембетики. Йоргос Даларас записал первую песню своего отца, играя на бузуки в клубе «Сту Стелаки». Записанный в 1967 году трек «Προσμονή» стал для молодого певца пропуском на профессиональную сцену — вскоре он подписал контракт с владельцем клуба в Афинах — Макисом Мацасом. Через год Даларас уже работал с Маносом Лоизосом и Йоргосом Мицакисом, а также записал свой первый альбом.
Прорыв карьеры певца состоялся в 1974 году, когда Даларас начал исполнять песни Микиса Теодоракиса, и начал работать в тесном контакте с музыкантами рембетики, работавшими вместе с ним над проектом, посвященным 50-летию этого жанра. Концерты на олимпийском стадионе в Афинах и театре Орфей в 1983 имели оглушительный успех — было продано более 100 тысяч билетов.
Мировую славу Йоргос Даларас заслужил в начале 1980-х годов, появившись на сцене Парижского концерт-холла Олимпия, на европейском фестивале в Брюсселе и фестивале молодежи в Москве (1985). Зимой 1981—1982 гг прошла постановка «Super Star» режиссёра Пантелиса Вулгариса, в которой также приняли участие Гликерия и Маргарита Зорбала. Все чаще в его репертуаре были греческие народные песни и песни на общественно-политическую тематику. Особенно важным было его участие в кипрском вопросе.
В 1994—1995 годах Даларас участвовал в крупных концертах, посвященных Микису Теодоракису в Одеоне Герода Аттического и концертах в Афинском концертном холле «Мегарон», лондонском стадионе Уэмбли и на сцене чикагского театра.
Среди музыкантов, сотрудничавших с Йоргосом Даларасом, не только греческие музыканты рембетики, в частности, Алкистис Протопсалти, но и иностранные звезды, например, Пако Де Лусия, Эл Ди Меола, Ариэль Рамиреc, Апостолис Антимос, Брюс Спрингстин, Питер Гэбриэл, Горан Брегович.